# .277 Fury
.277 Fury або звичайний патрон 6,8 × 51 мм безфланцевий пляшкоподібний проміжний гвинтівковий набій розроблений компанією SIG Sauer наприкінці 2019 року. Він призначений для заміни патронів типу 5,56 × 45 мм НАТО і, можливо, частково 7,62 × 51 мм НАТО.

## Історія розробки
Патрон був розроблений компанією SIG Sauer для Програми нової зброї наступного покоління армії США (NGSW). За розмірами схожий на службовий патрон НАТО 7,62×51 мм.
У грудні 2019 року патрон був оголошений для невійськового використання разом із затворною гвинтівкою SIG Sauer CROSS. Як гвинтівковий патрон короткої дії (патрони загальною довжиною 69,85 мм або менше), підвищені внутрішні балістичні характеристики об’єму гільзи досягаються шляхом застосування високого тиску газу. У 2020 році він був прийнятий Інститутом виробників спортивної зброї та боєприпасів (SAAMI) як новий патрон. У 2022 році компанія SIG Sauer оголосила, що має намір комерційно випустити напівавтоматичну гвинтівку SIG MCX Spear калібру .277 Fury.

## Використання
Пентагон поступово реалізує перехід на новий калібр та нові системи стрілецького озброєння - штурмову гвинтівку XM7 під 6,8 мм, яка має замінити M4 під 5,56 мм, а також кулемет M249 на M250 під аналогічний патрон.
І слідом за випробуваннями на рівні лише одного взводу десантників та відділенням рейнджеров у 2024 році, як пише Army Times, планується переозброїти неназваний підрозділ 101-у полку повітряно-дестаної дивізії. Фактично це буде перша відносно масова піддослідна експлуатація, яка формально змінить назви озброєння і XM7 та XM250 будуть йменуватися без позначки "Х".
Декларується, що 6.8х51 мм він же .277 Fury має кращу пробивну здатність ніж 7,62х51 мм. А це означає отримання на рівні індивідуального бійця ефективності стрілецького озброєння дотичного до "взводного" кулемета M240, а у випадку M250 під 6,8 мм - переважаючої вогневої потужності на рівні кулемета відділення. А це пропорційно підвищує всю вогневу потужність стрілецького озброєння.